# Asociación Internacional de Profesionales Caninos
La Asociación Internacional de Profesionales Caninos (I.A.C.P.) es una organización que apoya y representa a todos aquellos profesionales relacionados con el mundo canino, lo que incluye entrenadores, peluqueros, profesionales de la salud, criadores y vendedores de complementos.
La IACP promueve la adopción de estándares de gran calidad en la industria canina.

## Ser miembro
Para ser un "Entrenador Canino Certificado" (C.D.T.), la persona debe remitir documentación para su evaluación, no habiendo test práctico. Esta documentación incluye cartas de referencia, estudios de casos y formularios rellenados por clientes. Para ser un "CDT Avanzado" se requiere estar registrado como CDT durante un año, tener 5 años de experiencia y aprobar un examen práctico, bien en persona, bien enviando vídeos. IACP establece y controla su propia certificación y provee a los profesionales de seminarios, conferencias y publicaciones periódicas. Los miembros, por su parte, deben adoptar un código de conducta, aunque ni los exámenes ni los procesos llevan una auditoría externa.

## Miembros
Algunos de sus miembros son:
- Bash Dibra.
- Bill Campbell.
- Brian Kilcommons.
- Carol Lea Benjamen.
- Cesar Millán (ha sido nombrado miembro honorario con promoción recíproca).
- Ian Dunbar.
- Martin Deeley.
- New Skete.
- Sarah Wilson.
- Wendy and Jack Volhard.